# Meyrin
Meyrin je město na jihozápadě Švýcarska, v kantonu Ženeva. Žije zde přibližně 24 tisíc obyvatel.

## Geografie
Meyrin se nachází asi 5 km severozápadně od Ženevy a leží severně od řeky Rhôny. Sousedními obcemi jsou Satigny, Vernier a Le Grand-Saconnex. Severní hranice je zároveň hranicí mezi Švýcarskem a Francií (département Ain).

## Historie

Letecký pohled (1953)

Na pohřebišti z doby laténské byly nalezeny šperky. Dále byla nalezena nekropole využívaná od 1. do 6. století a zbytky cihelny a keramiky z 1. až 3. století. Ve středověku patřil Meyrin k panství Gex. Nejprve bylo lénem ženevského hraběte, od roku 1355 pak savojského hraběte. Převorství Saint-Jean, kapitula Saint-Pierre v Ženevě a převorství Satigny vlastnily v Meyrinu domy a statky. Před rokem 1536 postavily dva rody Meyrin a Nergaz opevnění (budova Nergazů, zvaná La Tour, stojí dosud). Nejstarší část Meyrinu charakterizovaly venkovské domy ze 14. století, které na konci středověku vlastnili bohatí měšťané města Ženevy. Před reformací se nacházela v centru významné zemědělské oblasti. V roce 1536 byl Meyrin spolu se zbytkem oblasti Pays de Gex obsazen Bernem, v roce 1567 se vrátil Savojsku a od roku 1589 byl pod vládou Ženevy. V roce 1601 bylo Pays de Gex na základě tzv. Lyonské smlouvy přiděleno Francii. Kromě krátké rakouské okupace (srpen 1813 až březen 1814), která se vyznačovala drancováním a požáry, zůstal Meyrin francouzský až do roku 1815, kdy definitivně přešel pod kanton Ženeva.
Ve středověku tvořily vesnice Mategnin a Meyrin dvě samostatné farnosti. Meyrin patřil převorství Saint-Jean (připomínané v roce 1153). V roce 1536 byla na Meyrin uvalena bernská reformace. Vesnice pak patřila spolu s Grand-Saconnex, Pregny, Mategninem a Vernier do jedné farnosti. Poté, co se vesnice pod francouzskou nadvládou v roce 1621 opět stala katolickou, získala zpět svůj farní kostel (Saint-Julien), který se připomíná od konce 15. století. Reformovaní si postavili vlastní kostel. Soužití obou náboženských společenství trvalo ještě nějakou dobu. V roce 1662 byl reformovaný kostel zničen stejně jako všechny ostatní v Pays de Gex. Mnoho pronásledovaných reformovaných z Meyrinu uprchlo do Ženevy. Kostel Saint-Julien byl v roce 1839 obnoven, v roce 1875 postoupen kristokatolické církvi a v roce 1901 znovu přidělen římskokatolické církvi. Reformovaná kaple pochází z roku 1911. V roce 1976 bylo vybudováno ekumenické farní centrum.
Politická obec konstituovaná v roce 1790 převzala struktury již existující vesnické obce. Vzhledem k silnému nárůstu počtu obyvatel od 60. let 20. století obec vybudovala řadu infrastrukturních staveb pro sportovní a kulturní akce. Integraci nového kosmopolitního obyvatelstva usnadnil vznik místních spolků (v roce 2003 jich bylo 42), které jsou od roku 1962 organizovány kolektivně a podporovány obecními úřady. V roce 1966 vznikla v obci alpská zahrada.

## Obyvatelstvo

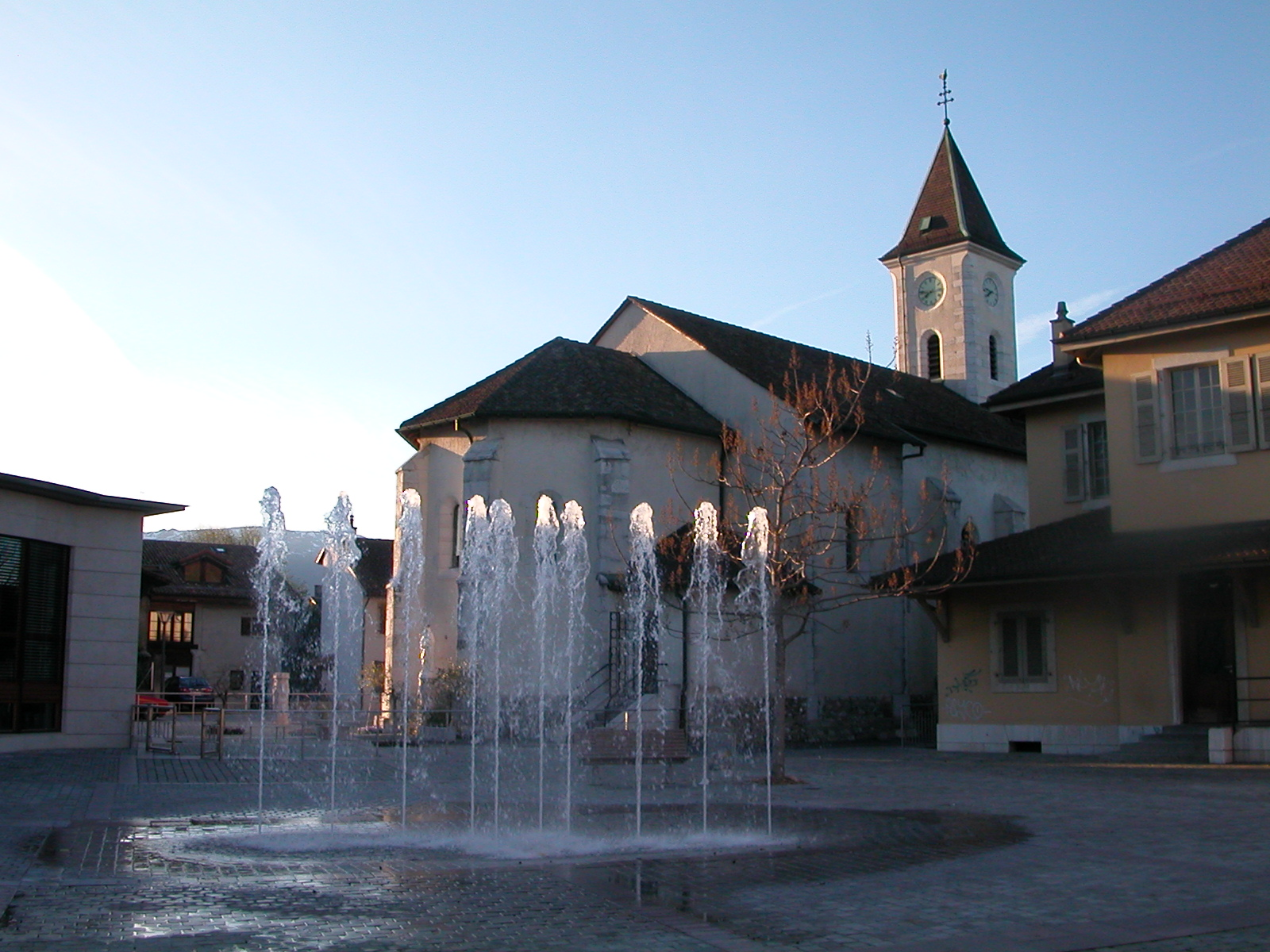
Kostel Saint-Julien

| Rok            | 1850 | 1900 | 1950 | 1970   | 2000   | 2010   | 2012   | 2014   | 2017   |
| Počet obyvatel | 597  | 856  | 2063 | 14 255 | 19 548 | 21 508 | 21 718 | 21 993 | 23 611 |

Meyrin je s 26 517 obyvateli (k 31. prosinci 2022) čtvrtým největším městem kantonu Ženeva. Kromě centra města v blízkosti staré vesnice Meyrin patří k obci také vesnice Cointrin a Mategnin.

## Hospodářství

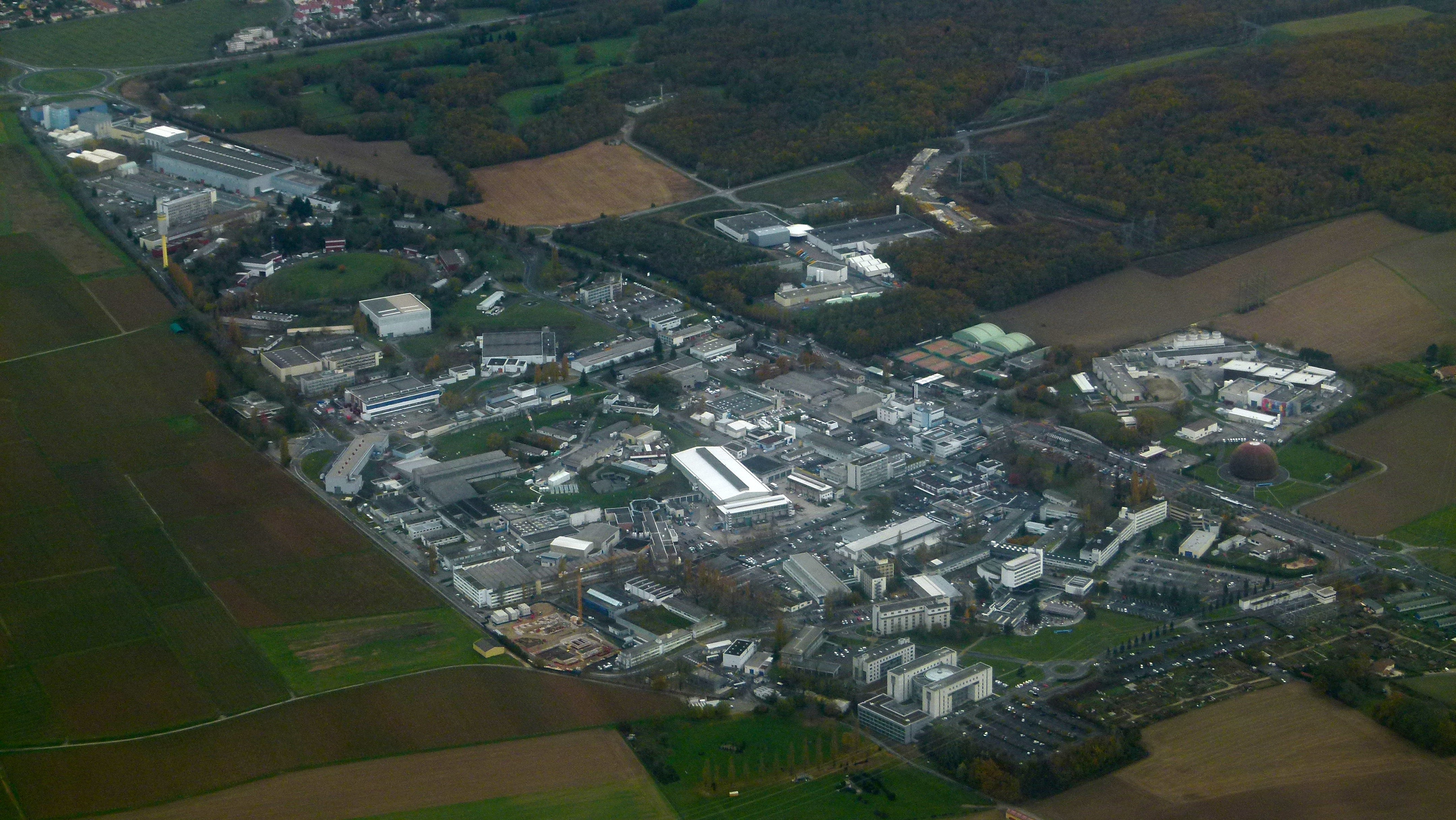
CERN v Meyrinu

Až do poloviny 20. století dominovalo v tržním městě Meyrin zemědělství. Od 18. století hrálo skromnou roli hodinářství. Hospodářskému rozvoji obce napomohla především silniční a železniční infrastruktura (napojení na železnici směr Paříž / Lyon / Středozemní moře, otevřené roku 1858). Růst urychlilo mezinárodní letiště Cointrin (od roku 1920) a založení Evropské organizace pro jaderný výzkum (CERN) v roce 1954, což vedlo k výstavbě prvního satelitního městečka ve Švýcarsku v roce 1961. Na počátku 21. století nabízela obec přibližně 26 000 pracovních míst ve zhruba tisícovce podniků, které působily především v oblasti špičkových technologií. Ty se nacházejí v průmyslové zóně Zimeysa (od roku 1969) a těží z blízkosti CERNu. Počet pracovních míst tak byl větší, než počet obyvatel.

## Doprava
Do Meyrinu vede tramvajová linka ze Ženevy, kterou provozuje ženevský dopravní podnik Transports publics genevois (TPG). Kromě ní zajišťuje veřejnou dopravu ve městě také mnoho autobusových linek. Železniční stanice Meyrin se nachází na trati Ženeva–Lyon, obsluhují ji však pouze regionální vlaky.
Nejbližší napojení na dálnici A1 se nachází na jihovýchodě města.
V katastru města se nachází část mezinárodního letiště Ženeva (terminál 2 a část ranvejí a hangárů).